# Itumbiara explanata
Itumbiara explanata là một loài bọ cánh cứng trong họ Cerambycidae.